# 일인당 연간 포도주 소비량에 따른 나라 목록
다음은 2005년 기준, 일인당 연간 와인 소비량에 따른 나라 목록이다.
1. 바티칸 시국 62.02 리터
2. 안도라 60.13 리터
3. 프랑스 55.85 리터
4. 룩셈부르크 52.70 리터
5. 노퍽섬 50.29 리터
6. 이탈리아 48.16 리터
7. 포르투갈 46.67 리터
8. 슬로베니아 43.77 리터
9. 크로아티아 42.27 리터
10. 스위스 39.87 리터
11. 스페인 34.66 리터
12. 헝가리 33.06 리터
13. 덴마크 31.37 리터
14. 아르헨티나 28.81 리터
15. 오스트리아 28.81 리터
16. 케이맨 제도 27.79 리터
17. 루마니아 26.90 리터
18. 영국령 버진아일랜드 26.23 리터
19. 벨기에 26.01 리터
20. 버뮤다 24.88 리터
21. 오스트레일리아 24.67 리터
22. 독일 24.51 리터
23. 생피에르 미클롱 23.33 리터
24. 우루과이 23.31 리터
25. 그리스 22.92 리터
26. 누벨칼레도니 22.06 리터
27. 키프로스 21.68 리터
28. 네덜란드 21.22 리터
29. 적도 기니 20.08 리터
30. 영국 18.97 리터
31. 불가리아 18.96 리터
32. 과테말라 18.57 리터
33. 뉴질랜드 16.68 리터
34. 스웨덴 16.64 리터
35. 상투메 프린시페 16.52 리터
36. 그린란드 16.09 리터
37. 프랑스령 폴리네시아 15.97 리터
38. 칠레 15.50 리터
39. 아루바 15.42 리터
40. 세이셸 14.89 리터
41. 크리스마스섬 14.76 리터
42. 포클랜드 제도 14.30 리터
43. 아일랜드 14.03 리터
44. 코코스 제도 12.71 리터
45. 체코 12.70 리터
46. 노르웨이 12.15 리터
47. 지브롤터 12.07 리터
48. 슬로바키아 11.03 리터
49. 캐나다 10.48 리터
50. 앤티가 바부다 10.37 리터
51. 카보베르데 10.27 리터
52. 북마케도니아 10.24 리터
53. 터크스 케이커스 제도 10.17 리터
54. 몰타 9.99 리터
55. 아이슬란드 9.35 리터
56. 바하마 9.35 리터
57. 네덜란드령 안틸레스 9.09 리터
58. 세인트헬레나 8.84 리터
59. 핀란드 8.79 리터
60. 미국 8.69 리터
61. 남아프리카 공화국 8.37 리터
62. 쿡 제도 7.61 리터
63. 앵귈라 7.54 리터
64. 라트비아 7.47 리터
65. 조지아 6.86 리터
66. 페로 제도 6.79 리터
67. 리투아니아 6.69 리터
68. 앙골라 6.28 리터
69. 에스토니아 6.27 리터
70. 러시아 5.95 리터
71. 리히텐슈타인 5.44 리터
72. 바베이도스 4.95 리터
73. 투르크메니스탄 4.86 리터
74. 몰도바 4.70 리터
75. 마요트 4.31 리터
76. 가봉 4.28 리터
77. 세인트루시아 4.26 리터
78. 왈리스 푸투나 4.01 리터
79. 우크라이나 3.85 리터
80. 레바논 3.48 리터
81. 알바니아 3.35 리터
82. 아랍에미리트 2.97 리터
83. 기니비사우 2.87 리터
84. 벨라루스 2.72 리터
85. 마카오 2.52 리터
86. 파라과이 2.46 리터
87. 도미니카 연방 2.44 리터
88. 미국령 버진아일랜드 2.37 리터
89. 카자흐스탄 2.30 리터
90. 그레나다 2.28 리터
91. 튀니지 2.16 리터
92. 싱가포르 2.12 리터
93. 모리셔스 1.99 리터
94. 일본 1.96 리터
95. 홍콩 1.80 리터
96. 보스니아 헤르체고비나 1.78 리터
97. 페루 1.77 리터
98. 몰디브 1.67 리터
99. 브라질 1.65 리터
100. 우즈베키스탄 1.65 리터
101. 코트디부아르 1.59 리터
102. 토고 1.49 리터
103. 폴란드 1.48 리터
104. 통가 1.43 리터
105. 세인트키츠 네비스 1.37 리터
106. 아르메니아 1.34 리터
107. 산마리노 1.27 리터
108. 파나마 1.25 리터
109. 바레인 1.13 리터
110. 이스라엘 1.10 리터
111. 바누아투 1.09 리터
112. 코스타리카 1.05 리터
113. 모로코 1.02 리터
114. 중국 0.91 리터
115. 피지 0.91 리터
116. 마셜 제도 0.90 리터
117. 콩고 공화국 0.87 리터
118. 중화민국 0.82 리터
119. 타지키스탄 0.82 리터
120. 팔라우 0.81 리터
121. 괌 0.80 리터
122. 도미니카 공화국 0.79 리터
123. 수리남 0.76 리터
124. 키르기스스탄 0.73 리터
125. 세인트빈센트 그레나딘 0.72 리터
126. 카타르 0.72 리터
127. 트리니다드 토바고 0.71 리터
128. 벨리즈 0.70 리터
129. 알제리 0.67 리터
130. 베냉 0.66 리터
131. 자메이카 0.64 리터
132. 베네수엘라 0.61 리터
133. 세네갈 0.58 리터
134. 몬트세랫 0.56 리터
135. 마다가스카르 0.50 리터
136. 니우에 0.49 리터
137. 레위니옹 0.43 리터
138. 모잠비크 0.42 리터
139. 대한민국 0.41 리터
140. 지부티 0.41 리터
141. 부르키나파소 0.40 리터
142. 카메룬 0.40 리터
143. 아제르바이잔 0.38 리터
144. 가나 0.38 리터
145. 쿠바 0.36 리터
146. 볼리비아 0.28 리터
147. 푸에르토리코 0.26 리터
148. 튀르키예 0.26 리터
149. 에콰도르 0.25 리터
150. 몽골 0.25 리터
151. 말레이시아 0.25 리터
152. 감비아 0.22 리터
153. 콜롬비아 0.20 리터
154. 온두라스 0.19 리터
155. 사모아 0.19 리터
156. 아메리칸사모아 0.18 리터
157. 몬테네그로 0.17 리터
158. 엘살바도르 0.14 리터
159. 멕시코 0.14 리터
160. 코모로 0.13 리터
161. 솔로몬 제도 0.13 리터
162. 태국 0.11 리터
163. 나우루 0.10 리터
164. 케냐 0.09 리터
165. 미크로네시아 연방 0.09 리터
166. 인도 0.09 리터
167. 요르단 0.08 리터
168. 필리핀 0.08 리터
169. 파푸아뉴기니 0.08 리터
170. 에스와티니 0.08 리터
171. 기니 0.08 리터
172. 니카라과 0.07 리터
173. 라오스 0.07 리터
174. 북마리아나 제도 0.07 리터
175. 니제르 0.07 리터
176. 브루나이 0.07 리터
177. 동티모르 0.07 리터
178. 아이티 0.06 리터
179. 오만 0.06 리터
180. 이집트 0.05 리터
181. 베트남 0.05 리터
182. 잠비아 0.05 리터
183. 중앙아프리카 공화국 0.05 리터
184. 투발루 0.04 리터
185. 콩고 민주 공화국 0.04 리터
186. 부룬디 0.04 리터
187. 시에라리온 0.04 리터
188. 스리랑카 0.04 리터
189. 탄자니아 0.04 리터
190. 라이베리아 0.04 리터
191. 캄보디아 0.03 리터
192. 짐바브웨 0.03 리터
193. 나이지리아 0.03 리터
194. 나미비아 0.03 리터
195. 말라위 0.03 리터
196. 차드 0.02 리터
197. 키리바시 0.02 리터
198. 가이아나 0.02 리터
199. 모리타니 0.02 리터
200. 르완다 0.02 리터
201. 말리 0.02 리터
202. 네팔 0.02 리터
203. 쿠웨이트 0.01 리터
204. 우간다 0.01 리터
205. 시리아 0.01 리터
206. 과들루프 0.01 리터
207. 조선민주주의인민공화국 0.01 리터

## 같이 보기
- 일인당 연간 커피 소비량에 따른 나라 목록
- 일인당 연간 차 소비량에 따른 나라 목록